# Монгол (фільм)
«Монгол» — кінофільм 2007 року спільного виробництва Росії, Німеччини та Казахстану. Режисер — Сергій Бодров-старший. Автори сценарію: Аріф Алієв, Сергій Бодров. Премія Ніка 2007 року в шести номінаціях (з 20).

## Зміст
Історія становлення особистості й загартування характеру маленького монгольського хлопчика Темуджіна. Він пройшов через безліч поневірянь і принижень. І ось той, чий дух не зломили, стає відомим усьому світу. Його ім'я вселяє жах у серця ворогів — Чингізхан. Він був більше, ніж просто людиною, але навіть йому було необхідне кохання.

## Ролі
| Актор                 | Роль                 |
| --------------------- | -------------------- |
| Асано Таданобу        | Темуджин             |
| Хулан Чулуун          | Борте                |
| Сунь Хунлей           | Джамуха              |
| Батдоржійн Баасанджав | Есугей               |
| Алія                  | Оелун                |
| Ба Ті                 | Джучі                |
| Амаду Мамадаков       | Таргутай             |
| Хе Ци                 | Дай-Сечені           |
| Одням Одсурен         | Темуджин в дитинстві |
| Баярцецег Ерденебат   | Борте в дитинстві    |
| Амарболд Тувшинбаяр   | Джамуха в дитинстві  |
| А Юер                 | Сорган-Шира (наймит) |

## Знімальна група
- Режисер — Сергій Бодров-старший
- Продюсери — Сергій Сельянов, Антон Мельник
- Виконавчий продюсер —
- Автори сценарію — Аріф Алієв, Сергій Бодров-старший
- Композитор — Туомас Кантелінен
- Оператор — Сергій Трофимов, Роджер Стофферс
- Художник — Даші Намдаков
- Монтаж — Зак Стенберг
- Художник по костюмах — Карін Лор

## Нагороди
Премія «Ніка» в 6 номінаціях (з 20): Найкращий ігровий фільм, Найкраща режисерська робота, Найкращі костюми, Найкраща операторська робота, Найкращий звук, Найкраща робота художника-постановника.
Номінований на «Оскар» в номінації «Найкращий фільм іноземною мовою» за 2007 рік. Перший за всю історію цієї премії фільм-номінант від Казахстану.

## Касові збори
Під час показу в Україні, що розпочався 20 вересня 2007 року, протягом перших вихідних фільм демонстрували на 42 екранах, що дозволило йому зібрати $232,312 і посісти 2 місце в кінопрокаті того тижня. Фільм опустився на третю сходинку українського кінопрокату наступного тижня, хоч демонструвався на 42 екранах і зібрав за ті вихідні ще $122,312. Загалом фільм в кінопрокаті України пробув 3 тижні і зібрав $549,218, посівши 32 місце серед найбільш касових фільмів 2007 року.